# Campeonato Sudamericano de Voleibol Femenino Sub-20 de 2014
El Campeonato Sudamericano de Voleibol Femenino Juvenil de 2014 fue la XXII edición de este torneo de selecciones femeninas de voleibol categoría sub-20 pertenecientes a la Confederación Sudamericana de Voleibol (CSV), se llevó a cabo en la ciudad de Barrancabermeja, Colombia del 30 de septiembre al 4 de octubre de 2014.
El torneo fue organizado por la Federación Peruana de Voleibol bajo la supervisión de la CSV y otorgó un cupo para el Campeonato Mundial de Voleibol Femenino Sub-20 de 2015 al campeón de la competencia. No obstante, de acuerdo a la cantidad final de participantes en el torneo mundial la Federación Internacional de Voleibol (FIVB) evaluaría las posibilidades de clasificación para el subcampeón del torneo. Finalmente las selecciones de Brasil y Perú lograron los dos cupos de clasificación al culminar el torneo como campeón y subcampeón del torneo respectivamente.

## Equipos participantes
En un principio eran 6 los equipos que participarían en el torneo, pero en última instancia Venezuela decidió retirarse de la competición por problemas logísticos reduciendo a 5 las selecciones participantes.
- Argentina
- Brasil
- Chile
- Colombia (local)
- Perú
- Venezuela (retirado)

## Resultados
- Sede: Coliseo Luis Fernando Castellanos, Barrancabermeja, Colombia.
- Las horas indicadas corresponden al huso horario local de Colombia (Tiempo del este – ET): UTC-5

### Grupo único
– Clasificados al Campeonato Mundial de Voleibol Femenino Sub-20 de 2015.
|     |           |     | Partidos | Partidos | Partidos | Sets | Sets | Sets   | Puntos | Puntos | Puntos |
| Pos | Equipo    | Pts | PJ       | PG       | PP       | SG   | SP   | Ratio  | PG     | PP     | Ratio  |
| --- | --------- | --- | -------- | -------- | -------- | ---- | ---- | ------ | ------ | ------ | ------ |
| 1   | Brasil    | 12  | 4        | 4        | 0        | 12   | 1    | 12.000 | 324    | 221    | 1.466  |
| 2   | Perú      | 8   | 4        | 3        | 1        | 10   | 7    | 1.428  | 369    | 373    | 0.989  |
| 3   | Argentina | 5   | 4        | 2        | 2        | 7    | 8    | 0.875  | 322    | 331    | 0.973  |
| 4   | Chile     | 3   | 4        | 1        | 3        | 4    | 9    | 0.444  | 273    | 308    | 0.886  |
| 5   | Colombia  | 2   | 4        | 0        | 4        | 4    | 12   | 0.333  | 298    | 353    | 0.884  |

| Fecha            | Hora  | Partido   | Partido   | Partido   | Sets  | Sets  | Sets  | Sets  | Sets  | Puntuación total | Reporte |
| Fecha            | Hora  |           | Resultado |           | 1     | 2     | 3     | 4     | 5     | Puntuación total | Reporte |
| ---------------- | ----- | --------- | --------- | --------- | ----- | ----- | ----- | ----- | ----- | ---------------- | ------- |
| 30 de septiembre | 18:00 | Perú      | 3 – 1     | Chile     | 25-18 | 25-14 | 23-25 | 25-20 | -     | 98 – 77          | Reporte |
| 30 de septiembre | 20:00 | Colombia  | 0 – 3     | Brasil    | 19-25 | 6-25  | 19-25 | -     | -     | 44 – 75          | Reporte |
| 1 de octubre     | 18:00 | Brasil    | 3 – 1     | Perú      | 25-17 | 24-26 | 25-15 | 25-17 | -     | 99 – 75          | Reporte |
| 1 de octubre     | 20:00 | Argentina | 3 – 0     | Chile     | 27-25 | 26-24 | 26-24 | -     | -     | 79 – 73          | Reporte |
| 2 de octubre     | 18:00 | Perú      | 3 – 1     | Argentina | 25-19 | 26-24 | 17-25 | 25-21 | -     | 93 – 89          | Reporte |
| 2 de octubre     | 20:00 | Chile     | 3 – 0     | Colombia  | 25-20 | 25-18 | 25-18 | -     | -     | 75 – 56          | Reporte |
| 3 de octubre     | 18:00 | Brasil    | 3 – 0     | Chile     | 25-19 | 25-19 | 25-10 | -     | -     | 75 – 48          | Reporte |
| 3 de octubre     | 20:00 | Colombia  | 2 – 3     | Argentina | 19-25 | 11-25 | 25-20 | 25-15 | 10-15 | 90 – 100         | Reporte |
| 4 de octubre     | 18:00 | Colombia  | 2 – 3     | Perú      | 20-25 | 24-26 | 25-17 | 25-19 | 14-16 | 108 – 103        | Reporte |
| 4 de octubre     | 20:00 | Brasil    | 3 – 0     | Argentina | 25-14 | 25-22 | 25-18 | -     | -     | 75 – 54          | Reporte |

## Clasificación final
| Pos | Equipo    |
| --- | --------- |
| 1   | Brasil    |
| 2   | Perú      |
| 3   | Argentina |
| 4   | Chile     |
| 5   | Colombia  |

## Clasificados al Mundial 2015
| Bandera de Brasil | Bandera de Perú |
| Brasil            | Perú            |
| ----------------- | --------------- |

## Distinciones individuales
Fuente: CSV
| Distinción       | Nombre                        | Equipo             |
| ---------------- | ----------------------------- | ------------------ |
| MVP              | Drussyla                      | Brasil             |
| Máxima Anotadora | Thais de Oliveira             | Brasil             |
| Mejor Opuesta    | Maguilaura Frías              | Perú               |
| Mejor Central    | Layza Ferreira Andrea Urrutia | Brasil Perú        |
| Mejor Punta      | Irene Verasio Amanda Coneo    | Argentina Colombia |
| Mejor Líbero     | Gabriela Ruiz                 | Brasil             |